# Megaselia manicata
Megaselia manicata är en tvåvingeart som först beskrevs av Wood 1910.  Megaselia manicata ingår i släktet Megaselia och familjen puckelflugor. Artens utbredningsområde är Europa. Arten är reproducerande i Sverige. Inga underarter finns listade i Catalogue of Life.